# Hombre de Swanscombe
El hombre de Swanscombe, homínido de Swanscombe o cráneo de Swanscombe (en idioma inglés, Swanscombe skull) es el nombre de tres fragmentos relacionados de una calota de cráneo fósil del Pleistoceno medio.

## Descubrimiento, datación y taxonomía
El descubridor del cráneo de Swanscombe fue el médico y paleontólogo aficionado británico Alvan Theophilus Marston (1889-1971), quien buscaba fósiles en el pueblo de Swanscombe en el condado de Kent (borough de Dartford, Inglaterra) desde noviembre de 1933, en la gravera de Barnfield.
La gravera de Barnfield era conocida desde hacía décadas por las herramientas de piedra encontradas allí, procedentes de época achelense y por los fósiles de animales del Pleistoceno medio. El 29 de junio de 1935, Marston descubrió el primer fragmento de hueso que identificó como el hueso occipital de un hombre antiguo debido a sus características anatómicas. Un año después, el 15 de marzo de 1936, Marston descubrió el hueso parietal izquierdo bien preservado y que pertenecía al mismo cráneo encontrado en el mismo sitio. La búsqueda realizada por representantes del Real Instituto Antropológico para obtener más fragmentos del cráneo inicialmente no tuvo éxito. Solo el 30 de julio de 1955, finalmente, se descubrió un tercer fragmento del cráneo, el hueso parietal derecho, pero peor conservado.
Según una publicación de 1999, es probable que la posición estratigráfica de los hallazgos se equipare con el interglacial Mindel-Riss, que los autores declararon que tenía aproximadamente 400 000 años de antigüedad. Por lo tanto, la calvaria sería tan antigua como el llamado hombre de Tautavel de la cueva de Arago en la región del sur de Francia de Occitania. Los fósiles de homínidos de esta época ahora se clasifican principalmente como Homo heidelbergensis y se consideran parientes cercanos de los antepasados inmediatos del hombre neandertal.

## Descripción
Los tres fragmentos permitieron una reconstrucción precisa de la parte posterior de la cabeza, de la que a su vez se pudo derivar un volumen intracraneal de aproximadamente 1300 centímetros cúbicos (como referencia, decir que Homo sapiens ronda los 1500 cm³). Varias características sugieren una proximidad a la línea ancestral neandertal. Debido a las relativamente pequeñas inserciones de fibra muscular se creía que podían ser los restos de una mujer.
En los años posteriores a su descubrimiento, el cráneo de Swanscombe fue considerado como el tercer fósil hominino más antiguo descubierto en Europa después del hombre de Piltdown (a comienzos de la década de 1950 se descubrió que se trató de un fraude científico), y la mandíbula de Mauer. Al cráneo de Swanscombe se le atribuyó inicialmente una edad de 200 000, más tarde 300 000 años. Alvan Marston estimó que el cráneo de Steinheim se describió por primera vez en 1933 y tenía aproximadamente la misma edad que Swanscombe en tan solo 175 000 años. Hoy en día, el cráneo de Swanscombe se considera, después del hallazgo de Boxgrove, de aproximadamente 500 000 años de antigüedad, como el segundo fósil de homínido más antiguo en Gran Bretaña.